# Karamani Mehmed Pacha
Karamani Mehmed Pacha (tué le 4 mai 1481) fut un historien et Grand Vizir de l’empire ottoman   de 1476 à 1481.

## Biographie
Karamani Mehmed Pacha est originaire de la ville de Konya et descendant d’un certain Djalal al Din  Rumi. Il reçoit une formation religieuse et une éducation d’Ouléma. Il est employé comme secrétaire de  Mahmud Pacha Angelović qui le place sous son patronage.
Il accède en mai 1476   à la charge de Grand Vizir à la suite d'une  première révocation de Gedik Ahmed Pacha après avoir effectué une carrière essentiellement civile et religieuse. Il  est à l’origine de certaines réformes centralisatrices de la fin du règne de Mehmed II qui lui valent l’animosité de ses collègues les Ouléma.
Il est considéré par les historiens ottomans contemporains comme le responsable du code Kanunname et de certaines réformes très impopulaires comme les restrictions pour les  fondations pieuses (Evkaf)  et la conversion d’une grande partie des propriétés foncières (Wafs) en biens domaniaux.
À la mort de Mehmed II, il prend le parti du prince Zizim et soutient ses prétentions à la succession au trône, ce qui lui vaut d’être mis à mort par les janissaires favorables à Bayezid II  le 4 mai 1481. Son prédécesseur Gedik Ahmed Pacha reprend alors la charge de Grand vizir.
Karamani Mehmed Pacha a laissé sa marque sur le plan institutionnel et juridique et il est à l’origine de la construction de l’appareil d’État du futur empire ottoman. Il est également l’auteur en arabe d’une « Histoire de l’Empire Ottoman » en deux parties, la première d’Osman Ier jusqu’à l’avènement de Mehmed II et la seconde qui va jusqu’en 1480.

## Sources
- Bernard Lewis, V.L Ménage, Charles Pellat, Joseph Schacht, Encyclopédie de l’Islam, G-P Maisonneuve & Larose SA, Paris, 1981, tome VI, p. 988-989